# NGC 1930
NGC 1930 (również PGC 17276) – galaktyka soczewkowata (SB0), znajdująca się w gwiazdozbiorze Malarza. Odkrył ją John Herschel 29 grudnia 1834 roku.